# Microcebus bongolavensis
El lémur ratón de Bongolava (Microcebus bongolavensis) es una especie de primate estrepsirrino endémico de Madagascar. Habita los bosques caducifolios occidentales en un estrecho margen que incluyen los bosques de Bongolava y Ambodimahabibo, entre los ríos Sofía y Mahajamba. Es un lémur ratón relativamente grande, con una longitud de entre 26 y 29 cm, de los cuales 15 a 17 cm son de la cola.